# Mesoschendyla monopora
Mesoschendyla monopora är en mångfotingart som först beskrevs av Carl Graf Attems 1909.  Mesoschendyla monopora ingår i släktet Mesoschendyla och familjen småjordkrypare. Inga underarter finns listade i Catalogue of Life.